# Progressisme
Le progressisme est une philosophie politique favorable aux réformes sociales. Il est fondé sur l'idée de progrès selon laquelle les avancées dans les domaines de la science, de la technologie, du développement économique et de l'organisation sociale sont essentielles à l'amélioration de la condition humaine.
Le progressisme a pris une grande importance au cours du siècle des Lumières en Europe, du fait de la croyance selon laquelle l'Europe démontrait que les sociétés pouvaient passer d'un état non civilisé à la civilisation en renforçant la base de la connaissance empirique comme fondement de la société. Les figures des Lumières croyaient que le progrès avait une application universelle à toutes les sociétés et que ces idées se répandraient dans le monde à partir de l'Europe.
La conception politique commune contemporaine du progressisme est née des vastes changements sociaux provoqués par l'industrialisation dans le monde occidental à la fin du XIXe siècle. Les progressistes considèrent que le progrès est étouffé par les vastes inégalités économiques entre les riches et les pauvres, le capitalisme de laisser-faire peu réglementé avec des sociétés monopolistiques, et les conflits intenses et souvent violents entre ceux qui sont perçus comme privilégiés et non privilégiés, arguant que des mesures étaient nécessaires pour résoudre ces problèmes.
La définition du progressisme a varié au fil du temps et selon les différentes perspectives. Le progressisme du début du XXe siècle était lié à l'eugénisme et au mouvement de tempérance, tous deux promus au nom de la santé publique et en tant qu'initiatives visant à atteindre cet objectif,. Les progressistes contemporains promeuvent des politiques publiques qui, selon eux, conduiront à un changement social positif. Au XXIe siècle, un mouvement qui s'identifie comme progressiste est « un mouvement social ou politique qui vise à représenter les intérêts des gens ordinaires par le biais du changement politique et du soutien des actions gouvernementales ».

## Histoire

### Du siècle des Lumières à la révolution industrielle

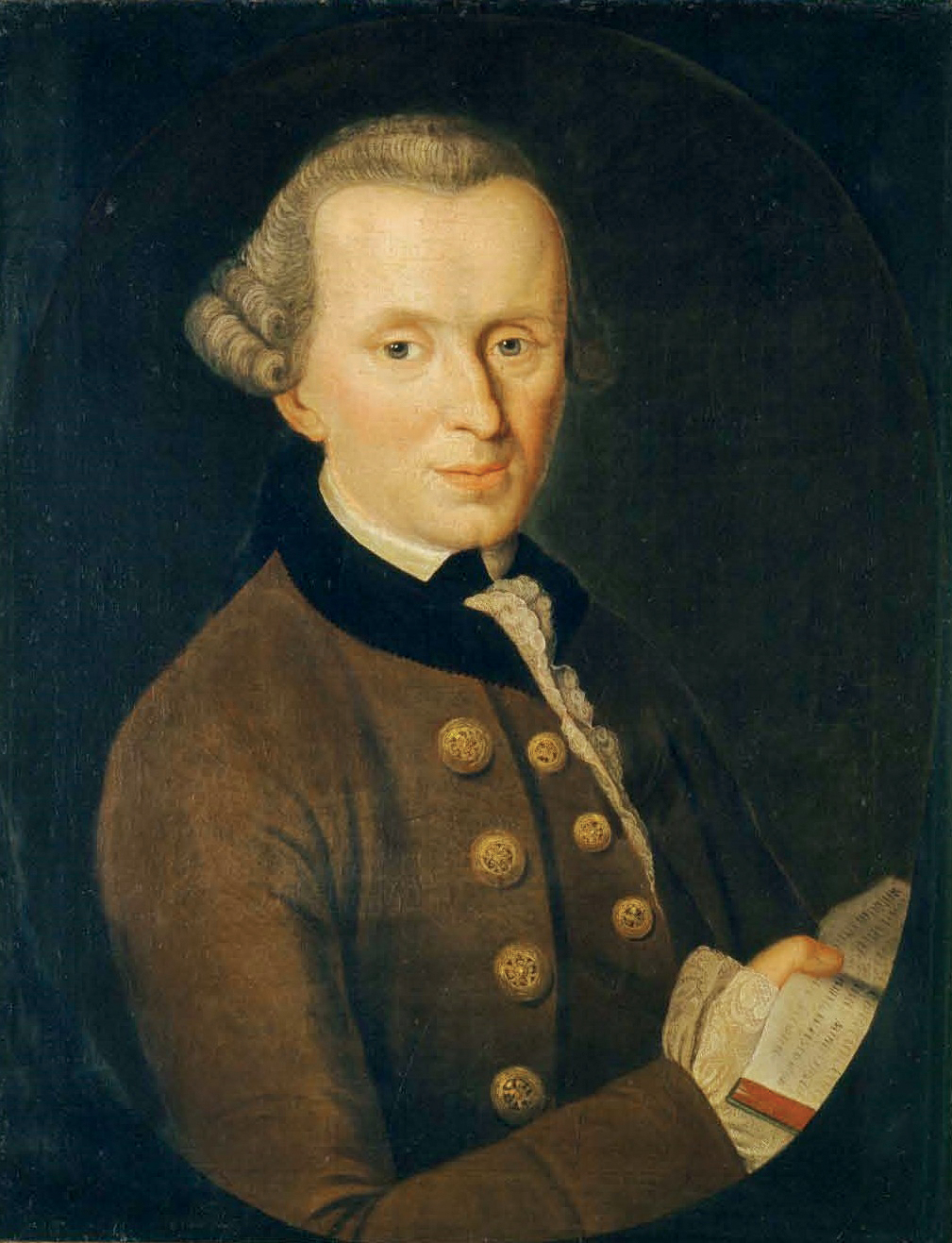
Emmanuel Kant.

Emmanuel Kant définissait le progrès comme un mouvement transitoire visant à passer de la barbarie à la civilisation. Le marquis de Condorcet, philosophe du XVIIIe siècle, a prédit que le progrès politique impliquerait la disparition de l'esclavage, l'augmentation de l'alphabétisation, la diminution de l'inégalité entre les sexes, des réformes pénitentiaires qui, à l'époque, étaient sévères et le déclin de la pauvreté.
La modernité, ou modernisation, est une forme clé de l'idée de progrès telle qu'elle a été promue par les libéraux classiques aux XIXe et XXe siècles, qui ont appelé à une modernisation rapide de l'économie et de la société afin de supprimer les obstacles traditionnels à la liberté des marchés et à la libre circulation des personnes.
À la fin du XIXe siècle, une opinion politique a gagné en popularité dans le monde occidental, selon laquelle le progrès était étouffé par de vastes inégalités économiques entre les riches et les pauvres, un capitalisme de laissez-faire peu réglementé avec des sociétés monopolistiques hors de contrôle, des conflits intenses et souvent violents entre les capitalistes et les travailleurs, avec la nécessité de prendre des mesures pour résoudre ces problèmes. Le progressisme a influencé divers mouvements politiques. Le social-libéralisme a été influencé par la conception du philosophe libéral britannique John Stuart Mill selon laquelle les gens sont des "êtres progressistes". Le Premier ministre britannique Benjamin Disraeli a développé le conservatisme progressiste dans le cadre du toryisme à nation unique,.

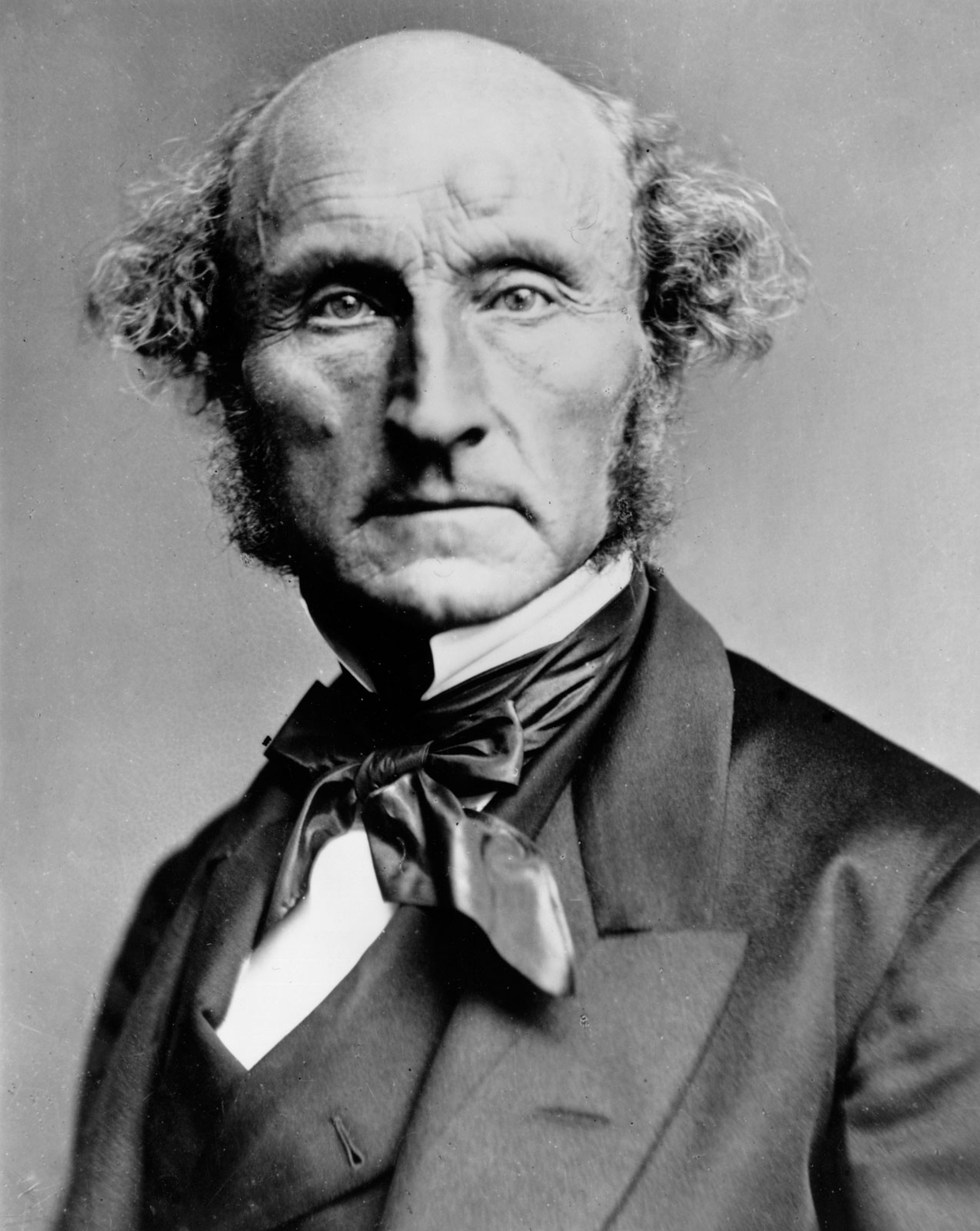
John Stuart Mill.

En France, l'espace entre la révolution sociale et le centre droit du laissez-faire, socialo-conservateur, a été rempli par l'émergence d'un radicalisme qui pensait que le progrès social nécessitait l'anticléricalisme, l'humanisme et le républicanisme. L'anticléricalisme, en particulier, a été l'influence dominante du centre gauche dans de nombreux pays francophones et romanophones jusqu'au milieu du XXe siècle. Dans l'Allemagne impériale, le chancelier Otto von Bismarck a promulgué diverses mesures d'aide sociale progressistes pour des raisons de conservatisme paternaliste, afin d'éloigner les travailleurs du mouvement socialiste de l'époque et comme moyen humain d'aider à maintenir la révolution industrielle.
En 1891, l'encyclique Rerum novarum de l'Église catholique romaine, publiée par le pape Léon XIII, condamnait l'exploitation sociale et préconisait le soutien des syndicats et la réglementation des entreprises par l'État dans l'intérêt de la justice sociale, tout en défendant le droit à la propriété et en critiquant le socialisme. Un courant progressiste protestant, appelé l'Évangile social, est apparu en Amérique du Nord et s'est concentré sur la lutte contre l'exploitation économique et la pauvreté.

### Conception politique dominante contemporaine

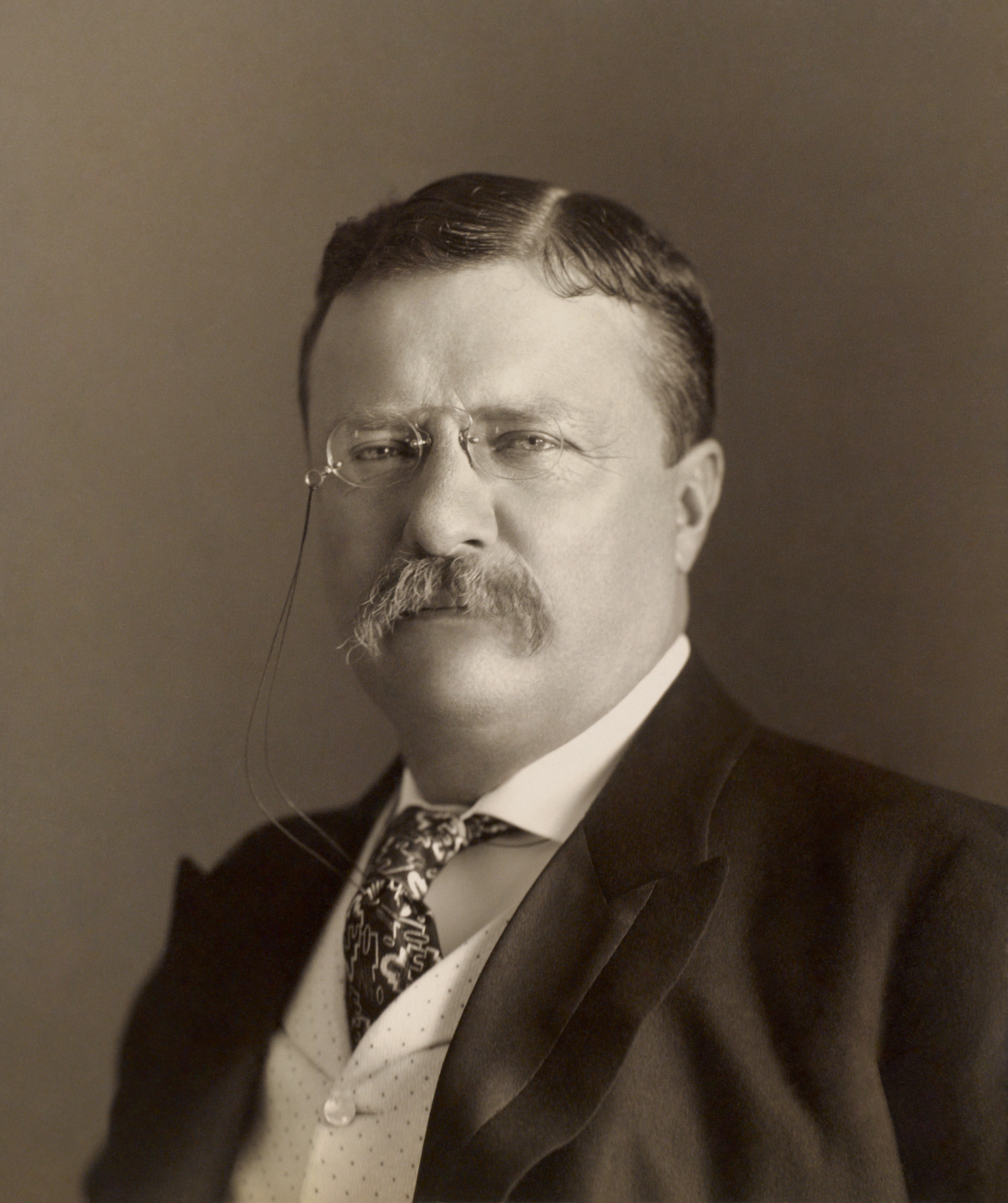
Theodore Roosevelt.

Aux États-Unis, le progressisme a commencé comme une rébellion intellectuelle contre la philosophie politique du constitutionnalisme telle qu'exprimée par John Locke et les fondateurs de la République américaine, selon laquelle l'autorité du gouvernement dépend de l'observation des limitations de ses justes pouvoirs. Ce qui a commencé comme un mouvement social dans les années 1890, s'est transformé en un mouvement politique populaire appelé l'ère progressiste. Lors de l'élection présidentielle américaine de 1912, les trois candidats à la présidence des États-Unis se sont déclarés progressistes. Bien que le terme progressisme représente un éventail de groupes de pression politiques divers, pas toujours unis, les progressistes rejetaient le darwinisme social, estimant que les problèmes auxquels la société était confrontée, tels que la lutte des classes, la cupidité, la pauvreté, le racisme et la violence, pouvaient être traités au mieux en offrant une bonne éducation, un environnement sûr et un lieu de travail efficace. Les progressistes vivaient principalement dans les villes, avaient fait des études supérieures et croyaient que le gouvernement pouvait être un outil de changement. Le président Theodore Roosevelt, du Parti républicain et plus tard du Parti progressiste, a déclaré qu'il avait « toujours cru que le progressisme sage et le conservatisme sage allaient de pair ».

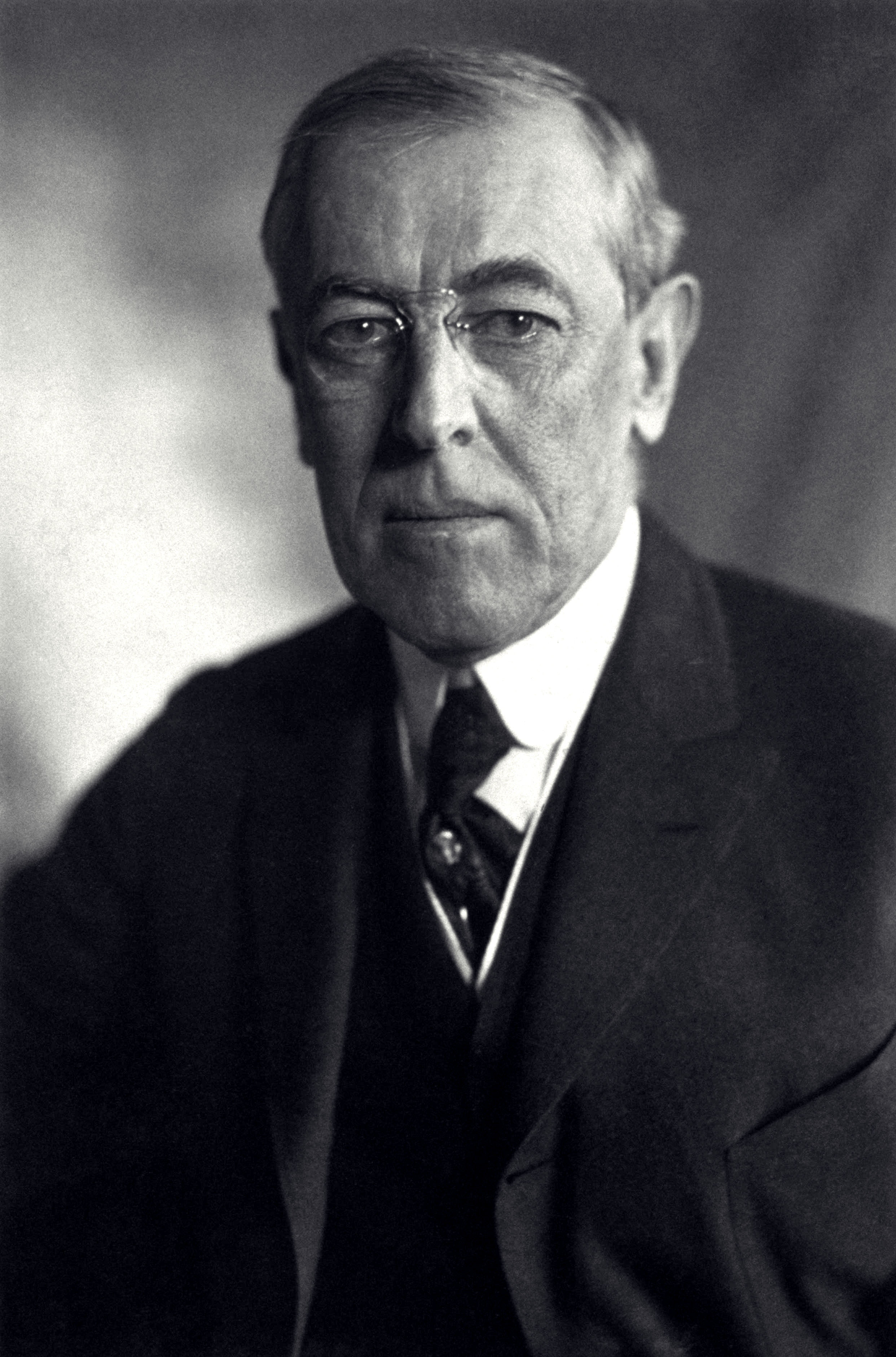
Woodrow Wilson.

Le président Woodrow Wilson était également membre du mouvement progressiste américain au sein du Parti démocrate. Les positions progressistes ont évolué au fil du temps. L'impérialisme était une question controversée au sein du progressisme à la fin du XIXe siècle et au début du XXe siècle, en particulier aux États-Unis, où certains progressistes soutenaient l'impérialisme américain tandis que d'autres s'y opposaient. En réponse à la Première Guerre mondiale, les quatorze points du président Woodrow Wilson établissaient le concept d'autodétermination nationale et critiquaient la concurrence impérialiste et les injustices coloniales. Ces vues ont été soutenues par les anti-impérialistes dans les régions du monde qui résistaient à la domination impériale.
Au cours de la période d'acceptation du keynésianisme économique (années 1930-1970), l'acceptation d'un rôle important de l'intervention de l'État dans l'économie était largement répandue dans de nombreux pays. Avec la montée du néolibéralisme et la remise en cause des politiques interventionnistes de l'État dans les années 1970 et 1980, les mouvements progressistes de centre-gauche ont réagi en adoptant la troisième voie qui mettait l'accent sur un rôle majeur de l'économie de marché. Certains sociaux-démocrates ont appelé le mouvement social-démocrate à dépasser la Troisième voie. D'éminents éléments progressistes-conservateurs du Parti conservateur britannique ont critiqué le néolibéralisme.
Au XXIe siècle, les progressistes continuent de favoriser les politiques publiques, qui réduisent ou améliorent les effets néfastes de l'inégalité économique ainsi que des discriminations systémiques telles que le racisme institutionnel, de plaider pour des politiques respectueuses de l'environnement ainsi que pour des filets de sécurité sociale et les droits des travailleurs, et de s'opposer aux externalités négatives infligées à l'environnement et à la société par les monopoles ou l'influence des entreprises sur le processus démocratique. Le thème unificateur est d'attirer l'attention sur les impacts négatifs des institutions ou des façons de faire actuelles et de plaider pour le progrès social, c'est-à-dire pour un changement positif défini par l'une ou l'autre de plusieurs normes telles que l'expansion de la démocratie, un égalitarisme accru sous forme d'égalité économique et sociale ainsi que l'amélioration du bien-être d'une population. Les partisans de la social-démocratie s'identifient à la promotion de la cause progressiste.

## Idée de progressisme
Une pensée est qualifiée de progressiste, par exemple, lorsqu'elle conçoit le présent comme un progrès par rapport à une époque passée jugée plus primaire, plus difficile, ou encore plus ignorante. Toutefois, la pensée progressiste ne conçoit pas nécessairement le présent comme un progrès, mais elle peut au contraire dénigrer le présent, et réclamer une amélioration en prônant des valeurs dites « modernes ». Mais non pas « moderne » forcément dans le sens futuriste (ou nouvelles) mais différentes. Un retour à des valeurs passées (ou dont on imagine l'existence) peut être considéré comme moderne, progressiste, tant qu'elles changent les précédentes.
L'idée de progrès est liée, sur le plan philosophique, à une tendance profonde des Lumières qui pensaient pouvoir transformer le monde à partir de la diffusion de connaissance dotant les êtres humains des moyens intellectuels nécessaires à la mise en cause et à la transformation de la société d'Ancien Régime. À la perfectibilité de l'humanité s'ajoute vers 1800 l'idée de l'accélération du progrès scientifique et technique au début de la première révolution industrielle. Le progrès désigne surtout les groupes qui veulent briser les structures politiques et mentales héritées de l'Ancien Régime sans pour autant se prononcer pour une politique sociale audacieuse, la liberté d'entreprendre primant la redistribution autoritaire des richesses. Le progrès du socialisme dans les pays industrialisés entraîne une évolution de la notion vers une prise en compte de la nécessité de surmonter la misère et d'offrir à toutes les couches de la société des conditions de vie dignes de la richesse produite par les nouveaux moyens techniques.
Sans être abandonnée par ceux qui l'avaient portée, à savoir les libéraux, y compris les libéraux de droite, la notion devient le trait d'union de toutes les forces qui soutiennent l'URSS stalinienne, surtout après 1945. À l'ère de la division entre deux blocs, à l'époque de la guerre froide, le camp communiste se définit par « progressiste » par opposition au camp américain « réactionnaire », « colonialiste » ou « néocolonialiste », soumis à des « forces obscures ». L'expression avait déjà été employée avant la Seconde Guerre mondiale, par exemple par Nikita Khrouchtchev qui parle en 1937 de Staline comme du « phare et guide de l'humanité progressiste »,. L'expression devint commune après 1945 : ainsi, en 1949 au moment du 70e anniversaire de Staline, Malenkov parlait du dictateur comme d'un « guide de l'humanité progressiste (« Tovarishch Stalin - vozhdʹ progressivnogo chelovechestva ») »,. Les communistes occidentaux ainsi que les compagnons de route du communisme après 1945 font partie du camp progressiste. Il y eut incontestablement, à l'Est comme à l'Ouest une « culture progressiste », englobant les productions artistiques et intellectuelles qui pensaient contribuer au progrès, qu'il s'agisse d'une avant-garde artistique, d'une volonté de redécouvrir et de mieux diffuser la culture populaire, notamment dans le domaine de la musique, mais aussi d'une forme d'expression en expansion (musique pop, bande dessinée) ou d'une réflexion plus théorique sur le travail, la technique, l'être humain en tant qu'individu et être social. Cette confusion entre le stalinisme et le progressisme s'atténuant après la mort du dictateur et la déstalinisation, l'expression a pu survivre. En France, dans les années 1970, l'idée selon laquelle la peine de mort devait être abolie relevait d'une pensée progressiste, par opposition à l'idée selon laquelle elle devait être maintenue, qui relevait d'une pensée conservatrice. De même, toute réforme n'est pas nécessairement progressiste, celle-ci pouvant de fait favoriser un retour en arrière et être réactionnaire.

## Critique
Selon certains auteurs, le progressisme est la volonté d'instaurer ou d'imposer un progrès social par des réformes ou par la violence,,,,.

## Par pays

### Allemagne
Le Parti progressiste allemand (Deutsche Fortschrittspartei) fondé en 1861, est de centre-gauche. Il est le premier parti allemand à dimension nationale.

### États-Unis
Aux États-Unis à la fin du XIXe siècle, le mouvement progressiste est un mouvement politique et social qui a changé la société américaine, et auquel appartenaient par exemple les présidents Theodore Roosevelt (1901-1909), Woodrow Wilson (1913-1921). Il est né de la société civile dans un premier temps, des travailleurs sociaux, des journalistes qui dénoncent à la fois la corruption (les « muckrackers ») et les conditions des ouvriers et des immigrés, des associations de femmes qui jouèrent un rôle très actif comme l'a montré l'historienne américaine Theda Skocpol : le Congrès national des mères ou la Fédération générale des clubs de femmes[source insuffisante].
Il influence encore Franklin Delano Roosevelt (1933-1945), John Fitzgerald Kennedy (1961-1963) et Lyndon B. Johnson (1963-1969).
Dans sa campagne des primaires américaines démocrates de la présidentielle de 2016 puis de nouveau en 2020, Bernie Sanders se réclame du progressisme.

### France
Sous la IIe République, l'obédience maçonnique du Grand Orient de France adopte lors de son congrès de 1849 une constitution dont l'article premier revendique son adhésion à une philosophie progressiste. Cette branche de la franc-maçonnerie exprime son soutien à la cause républicaine en adoptant comme devise « Liberté, Égalité, Fraternité ».
Depuis la IIIe République, la notion est mobilisée par des familles politiques très éloignées les unes des autres, englobant de façon apparemment surprenante les libéraux-conservateurs et les staliniens les plus convaincus. Par exemple des députés à tendance conservatrice fondèrent en 1889 le groupe parlementaire des « Républicains progressistes ».
L'historien Maurice Agulhon a montré que les Républicains modérés de la IIIe République se réclament constamment de cette idée de progrès.
À la suite de son départ du Parti communiste, dont il fut dix ans le secrétaire général puis le président, Robert Hue crée en 2009 le Mouvement des progressistes (MdP), qui n'est pas un parti politique au sens classique mais un mouvement résolu à réactualiser le processus historique d'émancipation humaine initié par la Révolution française. Le MdP présente Sébastien Nadot comme candidat à la candidature à l'élection présidentielle qui promeut trois idées : le « progrès social », le filtre de l'environnement dans toute décision publique et le citoyen acteur décisionnel.
La mise en cause d'un progrès linéaire et souvent considéré comme une idéologie néfaste pour l'environnement[réf. nécessaire] n'a cependant pas empêché une partie de la gauche française de se définir au début du XXIe siècle comme union des « forces de progrès ». Certains penseurs portent une analyse approfondie des rapports entre progrès et abandon de la lutte contre le système capitaliste à gauche et évoquent la nécessité de remettre en cause le progrès en tant que valeur suprême pour sa participation à l'avènement de l'ère individualiste, au démantèlement de certaines solidarités : on retrouve ici l'importance de l'individu au cœur d'une certaine philosophie des Lumières.
Selon Maëlle Gelin, étudiante à Sciences Po et militante au Parti socialiste, « avant et après l'élection d'Emmanuel Macron à la présidence de la République française, La République en marche se revendique en tant que parti politique « progressiste », suivant la ligne progressiste des partis radicaux et du centre se voulant héritiers de Léon Gambetta tout en épousant entièrement le libéralisme ». Selon le sondeur Jérôme Sainte-Marie, ce choix est fait « l'idée de dépasser le clivage gauche-droite pour s'inscrire dans un axe perpendiculaire à celui-ci, qui est l'opposition entre les progressistes et les nationalistes, assimilés aux réactionnaires », en alliant le libéralisme culturel de la gauche au libéralisme économique de la droite.